# Ambros Rieder

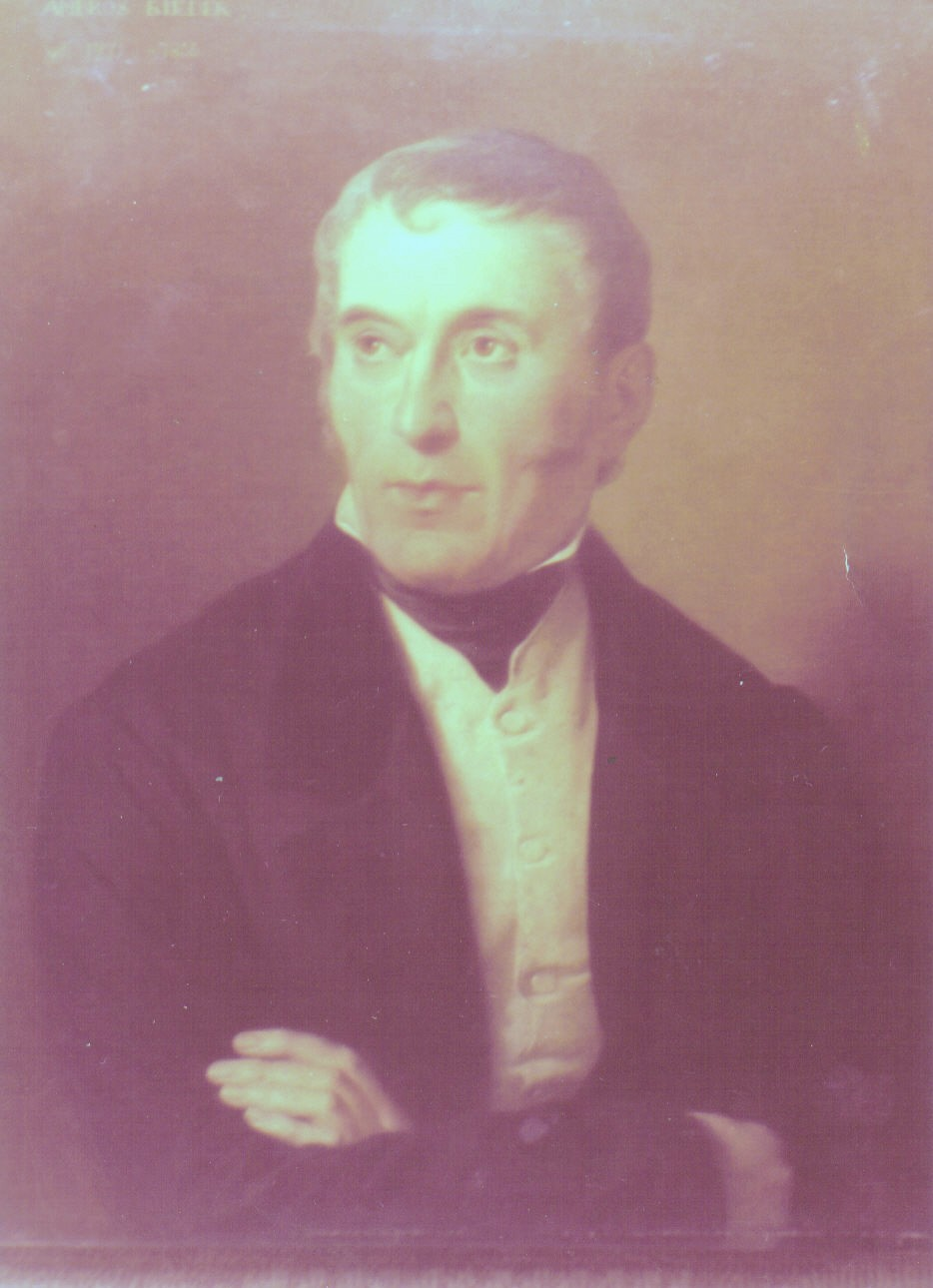
Ambros Rieder.

Ambros Matthäus Rieder, född den 10 oktober 1771 i Döbling nära Wien, död den 19 november 1855 i Perchtoldsdorf, Niederösterreich, var en österrikisk skollärare, komponist och organist. Han var far till Wilhelm August Rieder.
Rieder, som även var körledare i Perchtoldsdorf, gjorde sig känd som musikteoretiker. Han utgav Anleitung zur richtigen Begleitung der Melodien, zum Generalbass et cetera. Bland hans tonsättningar märks kyrkomusik, stråkkvartetter och klaversonater.